# Lista över borgmästare i Uppsala
Detta är en lista över borgmästare i Uppsala.

## Borgmästare i Uppsala
Borgmästare i Uppsala stad före 1971.
| Ämbetstid        | Namn                 | Levnadstid |
| ---------------- | -------------------- | ---------- |
| 1540-1559        | Måns Persson         |            |
| 1650–1669        | Nils Svensson        | 1600–1669  |
| 1802–1807        | Theodor Nils Alander | 1745–1807  |
| 1807–1842        | Anders Nenzén        | 1771–1842  |
| 1849–1853        | Eric August Hæger    | ?–1853     |
| 1854–1883        | J.A.N. Kindeström    | 1809–1883  |
| 1884–1915        | Sven Radhe           | 1848–1928  |
| 1915–1929        | Johan von Bahr       | 1860–1929  |
| 1929–1939        | Walter Kant          | 1872–1955  |
| 1939–1956        | Bertil Hagström      | 1898–1956  |
| 1966–1970 (1980) | Frey Björlingson     | 1913–2009  |

### Justitieborgmästare
| Ämbetstid | Namn                 | Levnadstid |
| --------- | -------------------- | ---------- |
| 1676–1722 | Thomas Lohrman       | 1644–1722  |
| 1722–1732 | Johan Starling       | –1732      |
| 1737–1764 | Peter Herkepæus      | 1691–1764  |
| 1765–1803 | Gustaf Rinman        | 1716–1803  |
| 1796–1800 | Sven Peter Yckenberg | 1730–1800  |

### Politieborgmästare
| Ämbetstid | Namn                 | Levnadstid |
| --------- | -------------------- | ---------- |
| –1722     | Johan Starling       | –1732      |
| 1722–1727 | Thomas Upstedt       | –1727      |
| 1727–1740 | Nils Stoltz          | –1740      |
| 1769–1796 | Sven Peter Yckenberg | 1730–1800  |